# Ford Consul Classic
Ford Classic, полное обозначение — Ford Consul Classic — он же на некоторых рынках Consul 315 (заводские обозначения 109E, 110E, 116E и 117E) — автомобиль средней ценовой категории британского филиала компании Ford, выпускавшийся с 1961 по 1963 год.
Вариант автомобиля с кузовом «хардтоп-купе» считался отдельной моделью — Ford Consul Capri (на некоторых рынках — Consul 335).

## История
Разработка была начата в 1956 году под девизом «Sunbird» и продлилась более четырёх лет. Дизайнером был Колин Нил (Colin Neale) — это была его последняя работа в качестве сотрудника британского «Форда».
Запуск в серию планировался на 1959 год, но из-за загруженности производственных мощностей завода в Дагенхеме (Dagenham, пригород Лондона) производством модели «Anglia» премьеру пришлось отложить. Только в 1961 году Consul Classic пришёл на смену Ford Consul, выпускавшемуся после этого ещё до 1962 года. Модель была направлена против таких машин-конкурентов, как Hillman Minx или Singer Gazelle.
По дизайну он напоминал популярный малолитражный Ford Anglia, но на практике был длиннее, шире и выше. Кроме того, отдельные элементы внешности были заимствованы у американского «Форда» модели 1959 года, в частности — оформление козырьков фар и решётка радиатора с хромированными четырёхлучевыми звёздами.
Стиль автомобиля был достаточно нетрадиционен и вызывал полярные оценки. Варианты кузовов включали в себя двух- и четырёхдверные седаны, а также хардтоп-купе, считавшийся отдельной моделью — Consul Capri (335). Универсал был доведён только до стадии полноразмерного макета, но серийно не выпускался. Позднее, некоторые автомобили были переделаны в универсалы дилерами «Форда».
Заводские коды моделей были: праворульный с 1,3-литровым двигателем — 109E; леворульный — 110E; праворульный с 1,5-литровым двигателем — 116E; леворульный — 117E.
Конструктивно автомобиль был достаточно прогрессивен — в частности, имел переднюю подвеску типа «макферсон» (но зависимую рессорную сзади) и дисковые передние тормоза, а также — стеклоочиститель с несколькими скоростями.

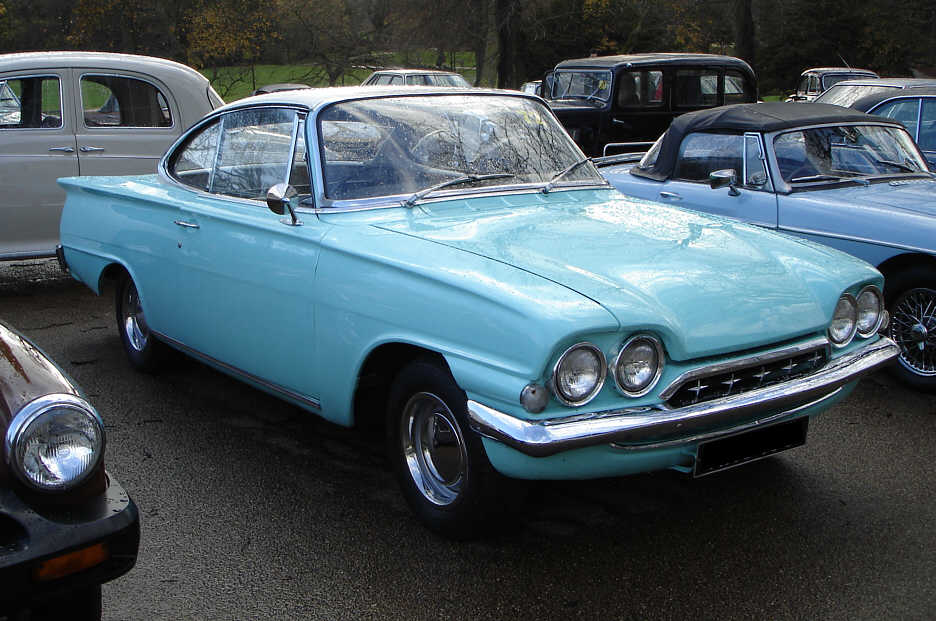
Хардтоп-купе Consul Capri.

Изначально устанавливался двигатель объёмом 1340 см³, в течение 1962 года стал доступен агрегат объёмом 1498 см³, причём последний имел коробку передач, синхронизированную на всех ступенях переднего хода (обе трансмиссии были четырёхступенчатыми).
С любой трансмиссией покупатель имел выбор между напольным или подрулевым рычагом переключения. Кроме этого, он мог выбирать между обивкой салона из искусственной и натуральной кожи.
По результатам тест-драйва журнала «The Motor», четырёхдверный седан выпуска 1961 года в комплектации «deLuxe» разгонялся до 78,4 миль в час (126,2 км/ч), до 100 км/ч — за 22,5 секунды. Средний расход топлива составил 35,8 миль на Имперском галлоне (7,89 л/100 км). Этот автомобиль стоил £801 включая налоги. Двухдверный седан стоил £745, включая налоги.
Стиль автомобиля оказался быстро устаревающим, прочной позиции на рынке он не занял, и его быстро заменили на более крупную модель Ford Corsair.
Было выпущено 111,225 экземпляров Classic и 18,716 Capri, включая 2002 машины с приставкой 'GT'. Кроме того, дилер «Форда» «Hughes Limited» из Найроби (Кения) переоборудовал 17 автомобилей в универсалы — один из них позднее, в 1964 году, попал в Англию и в настоящее время экспонируется.